# Eduard von Bothmer
Friedrich Walter Gustav Eduard von Bothmer (* 23. Mai 1811 in Geseke; † 26. April 1889 in Schwagstorf) war ein preußischer Generalleutnant.

## Leben

### Herkunft
Eduard war der Sohn des preußischen Majors Joseph von Bothmer (1778–1820) und dessen Ehefrau Charlotte, geborene von Heydwolff (1778–1866). Sein Bruder Alfred (1815–1892) wurde ebenfalls preußischer Generalleutnant.

### Militärlaufbahn
Bothmer besuchte die Kadettenhäuser in Potsdam und Berlin. Am 29. Juli 1829 wurde er als Portepeefähnrich dem 36. Infanterie-Regiment der Preußischen Armee überwiesen und avancierte bis Mitte April 1830 zum Sekondeleutnant. Er absolvierte 1836/39 die Allgemeine Kriegsschule und stieg bis Ende Oktober 1848 zum Hauptmann und Kompaniechef auf. Mit der Beförderung zum Major wurde Bothmer am 11. August 1857 Kommandeur des II. Bataillons im 32. Landwehr-Regiment in Torgau. Er wurde dann als Bataillonsführer in das sich daraus formierende 32. kombinierte Infanterie-Regiment kommandiert und Anfang Juli 1860 zum Bataillonskommandeur im neu gebildeten 4. Thüringischen Infanterie-Regiment Nr. 72 ernannt. In dieser Stellung stieg Bothmer Mitte Oktober 1861 zum Oberstleutnant auf und wurde am 25. Juni 1864 mit der Beförderung zum Oberst als Kommandeur des 4. Magdeburgischen Infanterie-Regiments Nr. 67 nach Wittenberg versetzt. Bothmer führte seinen Verband 1866 gegen Österreich in den Kämpfen bei Münchengrätz, Königgrätz sowie Blumenau.
Unter Stellung à la suite seine Regiments beauftragte man ihn am 8. Februar 1868 mit der Führung der 3. Infanterie-Brigade in Danzig und ernannte Bothmer mit der Beförderung zum Generalmajor zum Kommandeur dieses Großverbandes. Im September 1869 zeichnete ihn König Wilhelm I. mit dem Roten Adlerorden II. Klasse mit Eichenlaub aus. Mit dem Beginn des Krieges gegen Frankreich wurde Bothmer für die Dauer des mobilen Verhältnisses 1870/71 zum Kommandanten von Danzig ernannt und nach dem Friedensschluss am 3. Juni 1871 unter Belassung in dieser Stellung zu den Offizieren von der Armee versetzt. Bothmer erhielt am 20. Juli 1871 den Stern zum Kronenorden II. Klasse mit Schwertern und wurde am 18. Oktober 1871 unter Verleihung des Charakters als Generalleutnant mit der gesetzlichen Pension zur Disposition gestellt.

### Familie
Bothmer hatte sich am 6. April 1858 in Oberweimar mit Bertha von Heydwolff (1829–1907) verheiratet. Sie war die Tochter des kurhessischen Hauptmanns Friedrich von Heydwolff. Das Paar hatte zwei Kinder:
- Marie (* 1859) ⚭ 1905 Carl Caspar von Droste zu Hülshoff (1843–1922)
- Walter (* 1865), preußischer Oberst ⚭ 1890 Karola Freiin Droste zu Hülshoff (* 1865)